# Architecture Analysis and Design Language
Pour les articles homonymes, voir AADL.

Architecture Analysis and Design Language (AADL) est un langage de description d'architecture système destiné aux systèmes embarqués (contextes : automobile, aéronautique et spatial notamment). Sa standardisation est en cours sous l'autorité de SAE International. Une première version stable, AADL 1.0, a été publiée en novembre 2004.
La première signification de AADL était « Avionics Architecture Description Language ». AADL est dérivé de MetaH, un langage de description d'architecture inventé par Advanced Technology Center de Honeywell.
Le principe est de décrire l'architecture pour mieux maîtriser sa complexité, et pouvoir vérifier quelques propriétés de ce système comme l'ordonnançabilité, la bonne transmission des messages, le bon dimensionnement du matériel (capacité mémoire ...). Une application d'AADL est UML pour la description de système qui permet également de générer automatiquement la conception.
AADL décrit plusieurs composants qui modélisent une partie du système. Certains composants sont matériels (bus, processor, memory ...), d'autres logiciels (process, thread, subprogram, ...). Chaque composant peut avoir des propriétés (champ properties), et peut contenir des sous-composants (un processus - process - pouvant par exemple contenir plusieurs fils d'exécution - threads). On peut également décrire plusieurs machines et les relier entre elles pour simuler des connexions réseaux entre elles.